# Knjižnica Fakultete za strojništvo
 Knjižnica Fakultete za strojništvo  se nahaja na Aškerčevi 6 v Ljubljani in je visokošolska knjižnica. 

## Zgodovina
Knjižnica Fakultete za strojništvo je bila ustanovljena leta 1964. Osnovne naloge knjižnice so bile ziranje, obdelava in hranjenje strokovnega knjižničnega gradiva ter opravljanje informativno-dokumentacijske funkcije za znanstveno in strokovno delo fakultete. S tem je omogočala tudi uporabo gradiva držvljanom, zavodom in organizacija.
Načeloma se vloga in naloga knjižnice Fakultete za strojništvo tudi v sedanjem času nista spremenili, bistveno pa se je spremenil način zbiranja podatkov, arhiviranja in obdelave gradiva, predvsem pa dostop do relevantnih znanstvenih in strokovnih člankov, knjig in publikacij. V primerjavi s preteklimi obdobji se je ekstremno povečalo število pregledanega gradiva v elektronski obliki, zlasti elektronski dostop do e-revij prek Univerze v Ljuljani. Zanimiv pa je tudi podatek, da se delež znanstvene vsebine glede na strokovno vsebino od leta 2006 zelo povečuje in je v zadnjih dveh letih že dosegel več kot 50 odstotkov.

## Gradivo/Zbirke
Danes je knjižnica Fakultete za strojništvo član sistema COBISS, ki je bibliografski sistem in podpira osrednji slovenski knjižnično-informacijski sistem, v sklopu katerega se sistemsko zbirajo podatki za vse uporabnike te velike vzajemne baze. Knjižnica Fakultete za strojništvo je v vseh letih svojega obstoja in delovanja visoko na lestvici med visokošolskimi knjižnicami tako po številu knjižničnega gradiva kot tudi po številu skupnega števila bibliografskih vnosov v vzajemno bazo COBISS.
Poleg učbenikov knjižnica Fakultete za strojništvo izdaja tudi dve reviji. To sta Strojniški vestnik in Revija Ventil. Prva številka Strojniškega vestnika je izšla marca leta 1955. V začetku je izhajal letno po šest zvezkov, danes pa ima letno enajst zvezkov oziroma dvanajst številk. Revija Ventil redno izhaja že petnajsto leto, in sicer periodično šestkrat letno v enojnih številkah v nakladi 2000 izvodov. Revija je dostopna tudi na spletni strani.

## Izposoja/Dejavnosti/Storitve
Fakulteta ima 2 čitalnici in računalniško učilnico v kletnih prostorih, katera je na razpolago vsem študentom fakultete. Uporabniki knjižnice si lahko na dom izposodijo največ 7 knjig hkrati, v čitalnico pa 5. Izjema so študenti, ki pišejo 
diplomsko, magistrsko, doktorsko nalogo, za katere velja omejitev 15 knjig.
Knjižnica skrbi tudi za prodajo učbenikov, katerih založnik je Fakultete za strojništvo. Nakup je možen v prostorih čitalnice v času uradnih ur.
Knjižnica opravlja tudi storitve medknjižnične izposoje. Če želene knjige ali revije ni v knjižnici Fakultete zastrojništvo, si uporabnik lahko gradivo naroči po medknjižnični izposoji iz druge knjižnice v Sloveniji ali iz tujine. Gradivo uporabniki naročijo osebno ali po elektronski pošti. Prevzamejo ga lahko osebno, ali ga dobijo po klasični ali elektronski pošti.
Knjižnica Fakultete za strojništvo prav tako posoja svoje gradivo (knjige, fotokopije člankov) drugim knjižnicam.
Če je gradivo, ki ga uporabnik potrebuje, izposojeno, ga lahko rezervira osebno, po telefonu, po elektronski pošti ali preko v COBISS/OPAC-a. Rezervirano gradivo hrani knjižničar pet dni po obvestilu uporabnika o dostopnosti gradiva. Po tem roku ga lahko izposodi drugim uporabnikom.